# 145456 Sab
145456 Sab è un asteroide della fascia principale esterna. Scoperto nel 2005, presenta un'orbita caratterizzata da un semiasse maggiore pari a 3,227200 UA e da un'eccentricità di 0,066859, inclinata di 21,139179° rispetto all'eclittica. Ha un diametro di 8,545 km e un'albedo di 0,067.
Fa parte della famiglia di asteroidi Alauda.
È dedicato alla Société astronomique de Bourgogne (SAB), associazione che ha lo scopo di diffondere la conoscenza dell'astronomia.